# أديسون ويبستر مور
أديسون ويبستر مور (بالإنجليزية: Addison Webster Moore)‏ هو فيلسوف أمريكي، ولد في 30 يوليو 1866، وتوفي في 25 أغسطس 1930.